# Anoba endophaea
Anoba endophaea är en fjärilsart som beskrevs av George Francis Hampson 1926. Anoba endophaea ingår i släktet Anoba och familjen nattflyn. Inga underarter finns listade i Catalogue of Life.